# رايت باترسون
رايت باترسون AFB هي المقر الرئيسي للقوات الجوية المعدات القيادة واحدا من أكبر قائد للقوات الجوية. «رايت بات» (القاعدة بالعامية)، كما أن موقع رئيسي السلاح الجوي الأميركي في المركز الطبي (مستشفى)، والقوات الجوية ومعهد التكنولوجيا، والمتحف الوطني في القوات الجوية للولايات المتحدة، وكانت تعرف سابقا باسم الولايات المتحدة متحف القوات الجوية.رايت باترسون أيضا المقر الرئيسي للمركز نظم الملاحة الجوية ومختبر ابحاث لسلاح الجو.

## الوحدات الموجودة في رايت باترسون
- قوى الأمن السرب 88
- نظم جناح الطيران 77
- 88 جناح القاعدة الجوية 88
- الوطنية للطيران والفضاء مركز المخابرات
- نظم جناح الطيران 303د
- نظم جناح الطيران 312
- نظم جناح الطيران 326.
- جناح نقل جوي445
- جناح أنظمة الطيران 478
- نظم جناح الطيران 516.
- نظم مركز للملاحة الجوية
- القوات الجوية ومعهد التكنولوجيا
- مختبر ابحاث لسلاح الجو، وكانت تعرف سابقا باسم مختبرات رايت.